# Laurence Olivier Awards 2008
Die 32. Laurence Olivier Awards 2008 wurden von der Society of London Theatre in London vergeben, um herausragende Theater- und Musicalproduktionen zu würdigen. Ausgezeichnet wurden Produktionen der Theatersaison 2007/2008.

## Hintergrund
Der Laurence Olivier Award (auch Olivier Award) ist ein seit 1976 jährlich vergebener britischer Theater- und Musicalpreis. Er gilt als höchste Auszeichnung im britischen Theater und ist vergleichbar mit dem Tony Award am amerikanischen Broadway. Verliehen wird die Auszeichnung von der Society of London Theatre. Ausgezeichnet werden herausragende Darsteller und Produktionen einer Theatersaison, die im Londoner West End zu sehen waren. Die Auszeichnungen hießen zunächst Society of West End Theatre Awards und wurden 1985 zu Ehren des renommierten britischen Schauspielers Laurence Olivier in Laurence Olivier Awards umbenannt. Die Nominierten und Gewinner der Laurence Olivier Awards „werden jedes Jahr von einer Gruppe angesehener Theaterfachleute, Theaterkoryphäen und Mitgliedern des Publikums ausgewählt, die wegen ihrer Leidenschaft für das Londoner Theater“ bekannt sind.

## Gewinner und Nominierte
| Bestes neues Theaterstück | Bestes neues Musical |
| --- | --- |
| - A Disappearing Number von Simon McBurney – Barbican Centre - The Reporter von Nicholas Wright – National Theatre Cottesloe - Vernon God Little von DBC Pierre, adaptiert von Tanya Ronder – Young Vic Theatre - War Horse von Michael Morpurgo, adaptiert von Nick Stafford – National Theatre Olivier                                                          | - Hairspray – Shaftesbury Theatre - Parade – Donmar Warehouse - The Drowsy Chaperone – Novello Theatre - The Lord of the Rings – Theatre Royal, Drury Lane |
| Beste Wiederaufnahme Theaterstück | Beste Wiederaufnahme Musical |
| - Saint Joan – National Theatre Olivier - Boeing-Boeing – Comedy Theatre - Dealer’s Choice – Trafalgar Studios - Macbeth – Gielgud Theatre - The Seagull – Royal Court Theatre | - The Magic Flute – Young Vic Theatre - Fiddler on the Roof – Savoy Theatre - Little Shop of Horrors – Duke of York’s Theatre / Ambassadors Theatre |
| Beste neue Comedy | |
| - Rafta, Rafta von Ayub Khan-Din – National Theatre Lyttelton - Absurdia: The Crimson Hotel von Michael Frayn – Donmar Warehouse - Elling von Simon Bent – Trafalgar Studios - Whipping It Up von Stephen Thompson – New Ambassadors Theatre | |
| Bester Darsteller Theaterstück | Beste Darstellerin Theaterstück |
| - Chiwetel Ejiofor als Othello in Othello – Donmar Warehouse - Ian McKellen als Lear in King Lear – New London Theatre - Mark Rylance als Robert in Boeing-Boeing – Comedy Theatre - John Simm als Elling in Elling – Trafalgar Studios - Patrick Stewart als Macbeth in Macbeth – Gielgud Theatre                                                                | - Kristin Scott Thomas als Arkadina in The Seagull – Royal Court Theatre - Anne-Marie Duff als Joan of Arc in Saint Joan – National Theatre Olivier - Kelly Reilly als Desdemona in Othello – Donmar Warehouse - Fiona Shaw als Winnie in Happy Days – National Theatre Lyttelton - Penelope Wilton als Ella Rentheim in John Gabriel Borkman – Donmar Warehouse |
| Bester Darsteller Musical | Beste Darstellerin Musical |
| - Michael Ball als Edna Turnblad in Hairspray – Shaftesbury Theatre - Bertie Carvel als Leo Frank in Parade – Donmar Warehouse - Henry Goodman als Tevye in Fiddler on the Roof – Savoy Theatre - Bob Martin als Man in Chair in The Drowsy Chaperone – Novello Theatre                                                                                           | - Leanne Jones als Tracy Turnblad in Hairspray – Shaftesbury Theatre - Lara Pulver als Lucille Frank in Parade – Donmar Warehouse - Sheridan Smith als Audrey in Little Shop of Horrors – Duke of York’s Theatre / Ambassadors Theatre - Summer Strallen als Janet Van Der Graaf in The Drowsy Chaperone – Novello Theatre                                       |
| Beste Leistung in einer Nebenrolle Theaterstück | Beste Leistung in einer Nebenrolle Musical |
| - Rory Kinnear als Fopling Fluter in The Man of Mode – National Theatre Oliver - Michelle Fairley als Emilia in Othello – Donmar Warehouse - Pam Ferris als Phoebe Rice in The Entertainer – Old Vic Theatre - Conleth Hill als Teterev in Philistines – National Theatre Lyttelton                                                                               | - Tracie Bennett als Velma Von Tussle in Hairspray – Shaftesbury Theatre - Elinor Collett als Penny Pingleton in Hairspray – Shaftesbury Theatre - Shaun Escoffery als Jim Conley in Parade – Donmar Warehouse - Alistair McGowan als Orin Scrivello in Little Shop of Horrors – Duke of York’s Theatre / Ambassadors Theatre                                    |
| Bester Nachwuchskünstler Theaterstück | |
| - Tom Hiddleston als Cloten und Posthumus Leonatus in Cymbeline – Barbican Centre - David Dawson als Smike in The Life and Adventures of Nicholas Nickleby – Gielgud Theatre - Tom Hiddleston als Michael Cassio in Othello – Donmar Warehouse - Stephen Wight als Mugsy in Dealer’s Choice – Trafalgar Studios                                                   | |
| Bester Regisseur / Beste Regisseurin | Bester Choreograph / Beste Choreographin |
| - Rupert Goold für Macbeth – Gielgud Theatre - Rob Ashford für Parade – Donmar Warehouse - Marianne Elliott und Tom Morris für War Horse – National Theatre Olivier - Jack O’Brien für Hairspray – Shaftesbury Theatre | - Toby Sedgwick für War Horse – National Theatre Olivier - Rob Ashford für Parade – Donmar Warehouse - Jerry Mitchell für Hairspray – Shaftesbury Theatre - Casey Nicholaw für The Drowsy Chaperone – Novello Theatre |
| Bester Bühnenbildner / Beste Bühnenbildnerin | Bester Kostümdesigner / Beste Kostümdesignerin |
| - Rae Smith und Handspring Puppet Company für War Horse – National Theatre Olivier - Lorna Heavey und Anthony Ward für Macbeth – Gielgud Theatre - Rob Howell für The Lord of the Rings – Theatre Royal, Drury Lane - David Rockwell für Hairspray – Shaftesbury Theatre                                                                                          | - Vicki Mortimer für The Man of Mode – National Theatre Olivier - Gregg Barnes für The Drowsy Chaperone – Novello Theatre - Rob Howell für The Lord of the Rings – Theatre Royal, Drury Lane - William Ivey Long für Hairspray – Shaftesbury Theatre |
| Bester Lichtdesigner / Beste Lichtdesignerin | Bester Sounddesigner / Beste Sounddesignerin |
| - Howard Harrison for Macbeth – Gielgud Theatre - Paule Constable für War Horse – National Theatre Olivier - Kenneth Posner für Hairspray – Shaftesbury Theatre - Paul Pyant für The Lord of the Rings – Theatre Royal, Drury Lane | - Paul Arditti für Saint Joan – National Theatre Olivier - Simon Baker für The Lord of the Rings – Theatre Royal, Drury Lane - Terry Jardine und Nick Lidster für Parade – Donmar Warehouse - Steve C. Kennedy für Hairspray – Shaftesbury Theatre - Christopher Shutt für War Horse – National Theatre Olivier                                                  |
| Herausragende Leistungen Ballett | Beste neue Ballettproduktion |
| - Das Ensemble für Jewels, The Royal Ballet – Royal Opera House - Savion Glover in Live for London – Sadler’s Wells Theatre - Jonathan Goddard, Richard Alston Dance Company – Sadler’s Wells Theatre - Wendy Whelan in Fool’s Paradise, Christopher Wheeldon Company – Royal Opera House                                                                         | - Jewels, The Royal Ballet – Royal Opera House - Mozart Dances, Mark Morris Dance Group – Barbican Centre - The Bull, Fabulous Beast Dance Theatre – Barbican Centre - The Three Muskateers, Northern Ballet Theatre – Sadler’s Wells Theatre |
| Herausragende Leistungen Oper | Beste neue Opernproduktion |
| - Natalie Dessay in La fille du régiment, The Royal Opera – Royal Opera House - Gerald Finley in Pelléas and Mélisande, The Royal Opera – Royal Opera House - Angelika Kirchschlager in Pelléas and Mélisande, The Royal Opera – Royal Opera House - David McVicar für die Reie von Agrippina und The Turn of the Screw, English National Opera – London Coliseum | - Pelléas and Mélisande, The Royal Opera – Royal Opera House - Agrippina, English National Opera – London Coliseum - La fille du régiment, The Royal Opera – Royal Opera House - The Turn of the Screw, English National Opera – London Coliseum |
| Herausragende Theaterleistungen | |
| - Gone Too Far! – Royal Court Theatre - Cinderella – Theatre Royal, Stratford East - The Brothers Size – Maria, Young Vic Theatre - Die Besetzung von That Face – Royal Court Theatre | |

## Sonderpreise
| Kategorie                         | Preisträger         |
| --------------------------------- | ------------------- |
| Sonderpreis der Society of London | Andrew Lloyd Webber |

## Statistik

### Mehrfache Nominierungen
- 11 Nominierungen: Hairspray
- 7 Nominierungen: Parade
- 6 Nominierungen: War Horse
- 5 Nominierungen: Macbeth, The Drowsy Chaperone und The Lord of the Rings
- 4 Nominierungen: Othello
- 3 Nominierungen: Little Shop of Horrors, Pelléas and Mélisande und Saint Joan
- 2 Nominierungen: Agrippina, Boeing-Boeing, Dealer’s Choice, Elling, Fiddler on the Roof, Jewels, La fille du régiment, The Man of Mode, The Seagull und The Turn of the Screw

### Mehrfache Gewinne
- 4 Gewinne: Hairspray
- 2 Gewinne: Jewels, Macbeth, Saint Joan, The Man of Mode und War Horse